# Gęsia Górka (Sokołowice)
Gęsia Górka – przysiółek wsi Sokołowice w Polsce, położony w województwie dolnośląskim, w powiecie oleśnickim, w gminie Oleśnica.
W latach 1975–1998 przysiółek należał administracyjnie do województwa wrocławskiego.